# Excalibur (bilmärke)

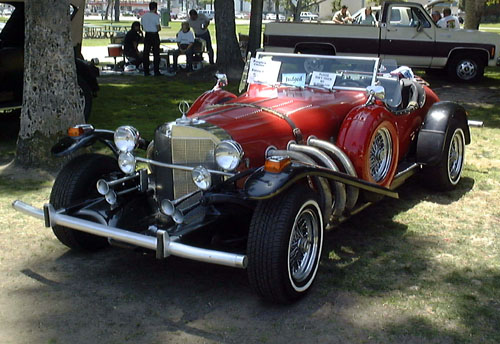
Excalibur Series II Roadster

Excalibur är ett amerikanskt bilmärke som tillverkades i Milwaukee, Wisconsin mellan åren 1964 och 1989. Företaget var den enda biltillverkaren (med rätt till egen så kallad VIN-kod) i USA som i modern tid serietillverkade handgjorda bilar. Grundkonstruktionen är en bärande ram med kraftig glasfiberkaross. De första bilarna byggdes dock med handknackad aluminiumkaross men av främst kostnadsskäl övergick man till glasfiber, förutom motorhuv och kylargrill som alltid byggts av rostfritt. Redan tidigt gjorde man en unik överenskommelse med GM om att få köpa och använda deras drivlinor i bilarna, det vill säga motorn (V8) och växellådan. I princip kan man säga att drivlinan är av samma typ som användes i motsvarande Chevrolet Corvette, dock något modifierad. Karossen byggdes i handupplagd glasfiber, precis som Corvette, men i dubbelt så tjocka lager.
Det är rätt vanligt att Excaliburbilar förväxlas med så kallade "kitcars" med utseende som äldre bilar. Det förekommer till och med att namnet Excalibur används som samlingsbegrepp för modernare/ombyggda bilar med äldre stil som Zimmer, Jonson, Tiffany, Luxxor med flera. Dessa är vanligen ombyggda 1980– 1990-tals Lincoln med enklare plast-kit som oftast endast ersätter flyglar och front.

## Bilmodeller som byggdes
Totalt byggdes 3 166 bilar av i huvudsak tre olika modelltyper:
- Phaeton - 2-dörrars, 4-sitsig, cabriolet. Denna modell är den vanligaste.
- Roadster - 2 dörrars, 2-sitsig, cabriolet. Från och med 1980 års modell med så kallad svärmorslucka som gav plats åt ytterligare 2 passagerare.
- Sedan - 4-dörrars, 5-sitsig sedanmodell. Denna är mycket ovanlig och byggdes endast i 101 exemplar mellan 1988 och 1989.
- Limousine - 1989 byggdes också 13 st originalbyggda limousiner (alltså EJ i efterhand förlängda sedanmodeller). Dessa är extremt ovanliga och betingar ett mycket högt värde.

Dessutom byggdes 1986 4 st så kallade "Royal"-versioner med Phaeton-karossen där den tydligaste skillnaden var att reservhjulen på sidorna ersatts av ett enda som var placerad baktill, uppe på "bakluckan" (som då var ombyggd) samt att "avgasrören" ut genom motorhuven var borttagna.

## Olika serier
Genom åren har bilarna förändrats både gällande kaross och motor.
Serie I (heter egentligen SS) 1965 - 1969
Första serien "Serie I". De första bilarna byggdes med aluminiumkaross och hade som regel manuell växellåda.
Serie II 1970–1974
Större serier och från och med nu var Phaeton den mest byggda modellen. Bilen fick bland annat servoassisterade skivbromsar runt om. Dessutom blev AC och två sidoreservhjul med mera standard.
Serie III 1975–1979
Största synliga förändringen var framskärmarna som nu gick längre ner på sidorna och plastkåpor runt reservhjulen.
Serie IV 1980–1984
Karossen genomgick stora förändringar med till exempel helt integrerad "koffert" och 2-delad framruta. Bilen fick också en mindre V8-motor 305, istället för som tidigare 454, främst på grund av hårdare miljökrav i Kalifornien. Allt fler funktioner blev elmanövrerade, som fönsterhissar och cabrioleten. De utanpåliggande avgasrören är från och med nu bara för syns skull. 1984 tillverkades 50 bilar av det årets produktion som en "Anniversary edition" för att fira företagets 20-årsjubileum. Dessa fick en särskild 2-tons färgställning på kaross och inredning samt en bred kromlist i midjehöjd på karossidan. Dessutom försågs de med en särskild numrerad jubileumsplakett.
Serie V 1985–1989
Mycket små synliga förändringar men under karossen blev hjulupphängningen specialbyggd, tidigare hade det varit GM standardkomponenter. Dessutom fick bilen också elstyrda yttre backspeglar. Inredningen förändrades med en betydligt större mittkonsol och något modifierade framstolar.
De allra flesta bilar som har byggts genom åren är fortfarande "vid liv". Och fortfarande är det relativt lätt att hitta specifika reservdelar genom företaget Camelot Classic Cars i Milwaukee som faktiskt har sitt ursprung från biltillverkaren. Denna gick dock i konkurs 1989 på grund av alltför höga byggkostnader i kombination med minskad efterfrågan.
I början av 1990-talet återuppstod Excaliburvarumärket och några bilar byggdes som "Limited Edition 100". Dessa brukar dock i allmänhet inte betraktas som "äkta" Excaliburs, även om de också var handbyggda. Dessa bilar anses av många vara för moderna i kupén med diverse krockkuddar och helt annan instrumentering vilket gjort att de tappat charmen. Exteriört känner man lätt igen dessa bilar eftersom de återigen (som serie I-III) hade 3 avgasrör på varje sida som löpte ut genom motorhuven, dock var dessa fortfarande bara för syns skull, precis som på serie IV-V. Efter en tid avslutades tillverkningen utan att några större serier byggdes.
När det gäller värde på Excaliburbilar ligger de tämligen stabilt. Generellt sett kan man dock säga att Serie I och Serie IV-V oftast är mer eftertraktade och därmed har något högre värde.
Då och då väcks tankar om att återuppta produktionen av Excaliburbilar men hittills utan att det förverkligats.